# Moose Creek (affluent de la rivière Deshka)
Pour les articles homonymes, voir Moose Creek.
La rivière Moose Creek est un cours d'eau d'Alaska, aux États-Unis, situé dans le borough de Matanuska-Susitna. C'est un affluent de la rivière Deshka, elle-même affluent de la rivière Susitna.

## Description
Elle prend sa source dans un lac et coule en direction du sud vers Kroto Creek pour former la rivière Deshka à 20 milles (32 km) au nord-ouest de Willow et à 56 milles (90 km) au nord-ouest d'Anchorage.
Son nom a été référencé en 1954 par l'Institut d'études géologiques des États-Unis.

## Sources
- (en) « Moose Creek (affluent de la rivière Deshka) », Geographic Names Information System